# Aulus Caecina (Schriftsteller)
Aulus Caecina war ein römischer Schriftsteller und Redner der späten Republik.
Sein gleichnamiger Vater, der aus Volaterrae stammte, wurde 69 v. Chr. von Marcus Tullius Cicero in einer noch existierenden Rede (pro A. Caecina) verteidigt. Der Sohn wird in mehreren Briefen Ciceros erwähnt. Er war Experte für die Weissagungslehre der Etrusker (Etrusca disciplina) und sagte dem verbannten Cicero 57 v. Chr. die Rückkehr nach Rom voraus. Auch als Redner war er begabt.
Im 49 v. Chr. ausgebrochenen Bürgerkrieg schlug Caecina sich auf die Seite des Pompeius. Er veröffentlichte eine scharfe Invektive gegen Caesar, weswegen er verbannt wurde und sich auf Sizilien aufhalten musste. Cicero und andere Freunde versuchten 46/45 v. Chr., beim Diktator Caecinas Begnadigung zu erreichen, nachdem dieser in seinem Werk Querelae seinen Angriff auf Caesar widerrufen hatte; es ist unklar, ob die Bemühungen zu Lebzeiten Caesars Erfolg hatten. Caecina wird noch in einem Brief Ciceros vom Mai 43 v. Chr. erwähnt, als er sich in Rom aufhielt.
Caecina versuchte die Etrusca Disciplina durch eine Harmonisierung mit den Doktrinen der Stoiker auf eine wissenschaftliche Grundlage zu setzen. Größere Fragmente seines Werkes über Blitze befinden sich in Senecas Naturales Quaestiones.
Caecina war mit Cicero, der ihn von Kindheit an kannte, gut befreundet, und Letzterer beschreibt ihn als einen begabten und beredsamen Mann. Einige Stücke ihrer Korrespondenz, darunter auch ein Brief Caecinas, sind in Ciceros Briefen überliefert. Caecina hatte einen Sohn, der als junger Mann (adulescens) zur Zeit seiner Verbannung mit ihm auf Sizilien war, bevor er zu Cicero nach Rom ging, und zumindest ein weiteres Kind.